# Hrvatski institut za istraživanje mozga
Hrvatski institut za istraživanje mozga (HIIM) hrvatski je znanstveni institut. Znanstveno-nastavna je podružnica Medicinskog fakulteta Sveučilišta u Zagrebu. Osnovan je radi multidisciplinarnog znanstvenog istraživanja te organiziranja, izvođenja i promicanja svih oblika diplomske i poslijediplomske fakultetske, interfakultetske i međusveučilišne nastave u područu temeljne, kliničke i translacijske neuroznanosti. Sjedište Instituta je u zgradi na adresi Šalata 12) u kojoj se pod jednakim načelima te uz odobrenje dekana i ravnatelja Instituta, mogu odvijati i druga biomedicinska istraživanja. Temeljni cilj i namjena Instituta je da biti središtem za istraživanje neurobiološke podloge i plastičnosti normalnog kognitivnog razvoja te kognitivnih poremećaja i procesa plastičnosti i reorganizacije u odgovoru na leziju u onim neurološkim i psihijatrijskim bolestima i poremećajima razvojne i odrasle dobi koji su značajni u javno-zdravstvenom i ekonomskom pogledu za cijelo društvo. Osoblje je zaposleno je u Zavodima za neuroznanost, anatomiju, histologiju i embriologiju, patologiju, fiziologiju, farmakologiju, biologiju, kemiju i biokemiju, neurologiju, neurokirurgiju i psihijatriju, a ekstramuralni suradnici HIIM-a zaposleni su u Sveučilišnim zavodima za fiziku i biofiziku, psihologiju, jezikoslovlje i fonetiku te edukaciju i rehabilitaciju, kao i na Institutu Ruđer Bošković. Klinička znanstvena aktivnost provodi se u koordinaciji s najvećom sveučilišnom bolnicom u Hrvatskoj KBC Zagreb te s drugim pridruženim sveučilišnim bolnicama. Na HIIM-u se nalazi Studentska sekcija za neuroznanost Medicinskog fakulteta Sveučilišta u Zagrebu, koja je izdavač časopisa Gyrus. HIIM suorganizira Tjedan mozga u Hrvatskoj zajedno s Hrvatskim društvom za neuroznanost (HDN) i Znanstvenim centrom izvrsnosti za temeljnu, kliničku i translacijsku neuroznanost Medicinskoga fakulteta Sveučilišta u Zagrebu. Pri HIIM-u djeluje Poliklinika Neuron osnovana 1999. godine. Višegodišnji ravnatelj instituta bio je Ivica Kostović, današnji počasni ravnatelj.